# Championnats du monde juniors de patinage artistique 1989
Navigation
Édition précédente Édition suivante
Les Championnats du monde juniors de patinage artistique 1989 ont lieu du 29 novembre au 4 décembre 1988 au Zetra Olympic Hall de Sarajevo en Yougoslavie. 
En danse sur glace, à partir de cette saison 1988/1989, le nombre de danses imposées est réduit de trois à deux.

## Qualifications
Les patineurs sont éligibles à l'épreuve s'ils représentent une nation membre de l'Union internationale de patinage (International Skating Union en anglais) et s'ils ont moins de 19 ans avant le 1er juillet 1988, sauf pour les messieurs qui participent au patinage en couple et à la danse sur glace où l'âge maximum est de 21 ans. Les fédérations nationales sélectionnent leurs patineurs en fonction de leurs propres critères.
Sur la base des résultats des championnats du monde juniors 1988, l'Union internationale de patinage autorise chaque pays à avoir de une à trois inscriptions par discipline. 

## Podiums
| Épreuves                            | Or                                    | Argent                              | Bronze                                |
| ----------------------------------- | ------------------------------------- | ----------------------------------- | ------------------------------------- |
| Messieurs résultats détaillés       | Vyacheslav Zahorodnyuk                | Shepherd Clark                      | Masakazu Kagiyama                     |
| Dames résultats détaillés           | Jessica Mills                         | Junko Yaginuma                      | Surya Bonaly                          |
| Couples résultats détaillés         | Evgenia Chernyshova / Dmitri Sukhanov | Angela Caspari / Marno Kreft        | Irina Sayfutdinova / Aleksey Tikhonov |
| Danse sur glace résultats détaillés | Anjelika Kirchmayr / Dmitri Lagutin   | Ludmila Berezova / Vladimir Fedorov | Marina Morel / Gwendal Peizerat       |

## Tableau des médailles
| Rang  | Nation             | Or | Argent | Bronze | Total |
| ----- | ------------------ | -- | ------ | ------ | ----- |
| 1     | Union soviétique   | 3  | 1      | 1      | 5     |
| 2     | États-Unis         | 1  | 1      | 0      | 2     |
| 3     | Japon              | 0  | 1      | 1      | 2     |
| 4     | Allemagne de l'Est | 0  | 1      | 0      | 1     |
| 5     | France             | 0  | 0      | 2      | 2     |
| Total | Total              | 4  | 4      | 4      | 12    |

## Détails des compétitions
Pour la saison 1988/1989, les calculs des points se font selon la méthode suivante :
- chez les Messieurs et les Dames (0.4 point par place pour les figures imposées, 0.6 point par place pour le programme court, 1 point par place pour le programme libre)
- chez les couples artistiques (0.5 point par place pour le programme court, 1 point par place pour le programme libre)
- en danse sur glace (0.4 point par place pour les deux danses imposées, 0.6 point par place pour la danse originale, 1 point par place pour la danse libre)

### Messieurs
| Rang                                        | Nom                    | Nation             | Points | Fig. impo. | Prog. court | Prog. libre |
| ------------------------------------------- | ---------------------- | ------------------ | ------ | ---------- | ----------- | ----------- |
| 1                                           | Vyacheslav Zahorodnyuk | Union soviétique   | 2.0    | 1          | 1           | 1           |
| 2                                           | Shepherd Clark         | États-Unis         | 4.0    | 2          | 2           | 2           |
| 3                                           | Masakazu Kagiyama      | Japon              | 8.0    | 8          | 3           | 3           |
| 4                                           | Nicolas Pétorin        | France             | 9.4    |            |             |             |
| 5                                           | Mirko Eichhorn         | Allemagne de l'Est | 10.4   |            |             |             |
| 6                                           | Elvis Stojko           | Canada             | 12.8   |            |             |             |
| 7                                           | Igor Pashkevich        | Union soviétique   | 13.4   |            |             |             |
| 8                                           | Gleb Bokiy             | Union soviétique   | 14.0   |            |             |             |
| 9                                           | Alex Chang             | États-Unis         | 18.4   |            |             |             |
| 10                                          | Philippe Candeloro     | France             | 18.8   |            |             |             |
| 11                                          | Tomoaki Koyama         | Japon              | 24.8   | 12         | 15          | 11          |
| 12                                          | Steven Cousins         | Royaume-Uni        |        |            |             |             |
| 13                                          | Herb Cherwoniak        | Canada             |        |            |             |             |
| 14                                          | Antonio Moffa          | Italie             |        |            |             |             |
| 15                                          | Michael Tyllesen       | Danemark           |        |            |             |             |
| 16                                          | Péter Kovács           | Hongrie            |        |            |             |             |
| 17                                          | Alcuin Schulten        | Pays-Bas           |        |            |             |             |
| 18                                          | Joško Cerovac          | Yougoslavie        |        |            |             |             |
| Abandon                                     | Cornel Gheorghe        | Roumanie           |        |            |             |             |
| Abandon                                     | Jaroslav Suchý         | Tchécoslovaquie    |        |            |             |             |
| Patineurs éliminés après le programme court |                        |                    |        |            |             |             |
| 21                                          | Armin Withalm          | Autriche           |        |            |             | NC          |
| 22                                          | Robert Grzegorczyk     | Pologne            |        |            |             | NC          |
| 23                                          | George Galanis         | Australie          |        |            |             | NC          |
| 24                                          | Alexander Mladenov     | Bulgarie           |        |            |             | NC          |
| 25                                          | Kim Se-yol             | Corée du Sud       |        |            |             | NC          |

### Dames
| Rang                                          | Nom                | Nation               | Points | Fig. impo. | Prog. court | Prog. libre |
| --------------------------------------------- | ------------------ | -------------------- | ------ | ---------- | ----------- | ----------- |
| 1                                             | Jessica Mills      | États-Unis           | 3.8    | 4          | 2           | 1           |
| 2                                             | Junko Yaginuma     | Japon                | 5.0    | 6          | 1           | 2           |
| 3                                             | Surya Bonaly       | France               | 9.4    | 9          | 3           | 4           |
| 4                                             | Tanja Krienke      | Allemagne de l'Est   | 9.8    |            |             |             |
| 5                                             | Patricia Wirth     | Allemagne de l'Ouest | 10.6   |            |             |             |
| 6                                             | Jennifer Leng      | États-Unis           | 12.6   |            |             |             |
| 7                                             | Sandra Garde       | France               | 14.8   |            |             |             |
| 8                                             | Margot Bion        | Canada               | 17.2   |            |             |             |
| 9                                             | Alma Lepina        | Union soviétique     | 17.4   |            |             |             |
| 10                                            | Yuka Sato          | Japon                | 20.0   | 13         | 8           | 10          |
| 11                                            | Yulia Kulibanova   | Union soviétique     |        |            |             |             |
| 12                                            | Jutta Cossette     | Canada               |        |            |             |             |
| 13                                            | Lenka Kulovaná     | Tchécoslovaquie      |        |            |             |             |
| 14                                            | Anja Geissler      | Allemagne de l'Ouest |        |            |             |             |
| 15                                            | Laurence Janner    | Suisse               |        |            |             |             |
| 16                                            | Mari Kobayashi     | Japon                | 30.6   | 15         | 16          | 15          |
| 17                                            | Emma Murdoch       | Royaume-Uni          |        |            |             |             |
| 18                                            | Tamara Heggen      | Australie            |        |            |             |             |
| 19                                            | Lee Eun-hee        | Corée du Sud         |        |            |             |             |
| 20                                            | Isabelle Balhan    | Belgique             |        |            |             |             |
| Patineuses éliminées après le programme court |                    |                      |        |            |             |             |
| 21                                            | Ines Klubal        | Suède                |        |            |             | NC          |
| 22                                            | Christine Czerni   | Autriche             |        |            |             | NC          |
| 23                                            | Laia Papell        | Espagne              |        |            |             | NC          |
| 24                                            | Charlotte Petersen | Danemark             |        |            |             | NC          |
| 25                                            | Codruta Moiseanu   | Roumanie             |        |            |             | NC          |
| 26                                            | Daniella Roymans   | Pays-Bas             |        |            |             | NC          |
| 27                                            | Melita Juratek     | Yougoslavie          |        |            |             | NC          |
| 28                                            | Noémi Sarkadi      | Hongrie              |        |            |             | NC          |
| 29                                            | Tsvetelina Yankova | Bulgarie             |        |            |             | NC          |
| 30                                            | Erika Beckley      | Mexique              |        |            |             | NC          |

### Couples
| Rang | Nom                                         | Nation             | Points | Prog. court | Prog. libre |
| ---- | ------------------------------------------- | ------------------ | ------ | ----------- | ----------- |
| 1    | Evgenia Chernyshova / Dmitri Sukhanov       | Union soviétique   | 1.5    | 1           | 1           |
| 2    | Angela Caspari / Marno Kreft                | Allemagne de l'Est | 3.5    | 3           | 2           |
| 3    | Irina Sayfutdinova / Aleksey Tikhonov       | Union soviétique   | 4.0    | 2           | 3           |
| 4    | Marie-Josée Fortin / Jean-Michel Bombardier | Canada             | 5.0    | 2           | 4           |
| 5    | Inna Svetacheva / Vladimir Shagov           | Union soviétique   | 7.5    | 5           | 5           |
| 6    | Ann-Marie Wells / Brian Wells               | États-Unis         | 9.0    | 6           | 6           |
| 7    | Jennifer Heurlin / John Frederiksen         | États-Unis         | 10.5   | 7           | 7           |
| 8    | Catherine Barker / Michael Aldred           | Royaume-Uni        | 12.0   | 8           | 8           |
| 9    | Beata Szymłowska / Mariusz Siudek           | Pologne            | 13.5   | 9           | 9           |

### Danse sur glace
| Rang                                              | Nom                                   | Nation               | Points | Danses imposées | Danse originale | Danse libre |
| ------------------------------------------------- | ------------------------------------- | -------------------- | ------ | --------------- | --------------- | ----------- |
| 1                                                 | Anjelika Kirchmayr / Dmitri Lagutin   | Union soviétique     | 2.6    | 1               | 2               | 1           |
| 2                                                 | Ludmila Berezova / Vladimir Fedorov   | Union soviétique     | 3.4    | 2               | 1               | 2           |
| 3                                                 | Marina Morel / Gwendal Peizerat       | France               | 6.0    | 3               | 3               | 3           |
| 4                                                 | Lynn Burton / Andrew Place            | Royaume-Uni          | 8.0    | 4               | 4               | 4           |
| 5                                                 | Marie-France Dubreuil / Bruno Yvars   | Canada               | 9.0    |                 |                 |             |
| 6                                                 | Christine Chadufaux / Karim Zeriahem  | France               | 12.4   |                 |                 |             |
| 7                                                 | Brigitte Richer / Michel Brunet       | Canada               | 14.6   |                 |                 |             |
| 8                                                 | Sabine Baratelli / Paolo Ceccattini   | Italie               | 15.0   |                 |                 |             |
| 9                                                 | Holly Robbins / Kyle Schneble         | États-Unis           | 18.0   |                 |                 |             |
| 10                                                | Katherine Williamson / Ben Williamson | États-Unis           |        |                 |                 |             |
| 11                                                | Christine Bomba / Patrick Zelechovsky | Allemagne de l'Ouest |        |                 |                 |             |
| 12                                                | Susana Slobodova / Tomas Morbacher    | Tchécoslovaquie      |        |                 |                 |             |
| 13                                                | Kinga Zielińska / Marcin Głowacki     | Pologne              |        |                 |                 |             |
| 14                                                | Alice Veres / Gyula Szombathelyi      | Hongrie              |        |                 |                 |             |
| 15                                                | Lisa Sheehan / Justin Lanning         | Royaume-Uni          |        |                 |                 |             |
| 16                                                | Albena Denkova / Hristo Nikolov       | Bulgarie             |        |                 |                 |             |
| 17                                                | Karin Galle / Rudolf Galle            | Autriche             |        |                 |                 |             |
| 18                                                | Portia Duval / Andrejs Liepiniks      | Australie            |        |                 |                 |             |
| 19                                                | Jung Sung-min / Jung Sung-ho          | Corée du Sud         |        |                 |                 |             |
| 20                                                | Ildi Jarai / Boris Bellorini          | Suisse               |        |                 |                 |             |
| Couple de danse éliminés après la danse originale |                                       |                      |        |                 |                 |             |
| 21                                                | Barbara Deroose / Andy Scherpereel    | Belgique             |        |                 |                 | NC          |